# Disphragis mephitis
Disphragis mephitis is een vlinder uit de familie van de tandvlinders (Notodontidae). De wetenschappelijke naam van de soort is, als Lirimiris? mephitis, voor het eerst geldig gepubliceerd in 1894 door William Schaus.

## Type
- syntypes: "females"
- instituut: USNM Smithsonian Institution, Washington, U.S.A.
- typelocatie: "Mexico, Jalapa"